# Moše Šaron
Moše Šaron (hebrejsky משה שרון) (narozen 18. prosince 1937) je izraelský arabista a islamolog, emeritní profesor a zakladatel první katedry na světě zaměřené na studia o víře Bahá'í na Hebrejské univerzitě v Jeruzalémě, která byla ustavena roku 1999. .

## Biografie
Narodil se v Haifě Avrahamovi a Viktorii Šaronovým. Po vojenské službě vystudoval arabistiku a dějiny islámu (se specializací na středověk). Zabýval se dějinami beduínů a Izraele. Studoval také arabskou epigrafii. V letech 1965–1968 pobýval na univerzitách v Londýně, Oxfordu, Dublinu a v Paříži, kde sbíral materiál na doktorát. V roce 1980 se stal profesorem na Hebrejské univerzitě. Vedle toho přednášel v letech 1971–1997 na Bar-Ilanově univerzitě. Zaměřil se zejména na dějiny islámu od proroka Mohameda do doby osmanské. Hostoval na mnohých amerických univerzitách (mj. v Princetonu, Michiganu a New Yorku).
V letech 1978–1979 byl poradcem pro arabské záležitosti premiéra Menachema Begina (zejména v první fázi mírových dohod s Egyptem). Během války v Libanonu v roce 1982 byl povolán do armády a měl na starost kontakt s libanonskými šíity. V armádě působil jako poradce do roku 1984.
Se ženou Jehudit mají tři syny, tři dcery a 22 vnoučat (2010).